# Klachtencommissie Alternatieve Behandelwijzen
Klachtencommissie Alternatieve Behandelwijzen (KAB) is een klachtencommissie van een aantal beroepsverenigingen van alternatief werkende zorgverleners (homeopaten, acupuncturisten en natuurgeneeskundigen) dat samen met de Nederlandse Patiënten Consumenten Federatie (NPCF) een instituut heeft gecreëerd voor een gezamenlijke en onafhankelijke klachtenprocedure.

## Doel van de KAB
- Het rechtdoen aan de individuele klager.
- Het bevorderen van de kwaliteit van beroepsuitoefening door beroepsbeoefenaren van alternatieve behandelwijzen.

## De beroepsorganisaties
Op 1 november 1996 hebben een aantal beroepsverenigingen van 1500 alternatief werkende zorgverleners samen met de NPCF een instituut gecreëerd voor een gezamenlijke en onafhankelijke klachtenprocedure.
Door de aangesloten beroepsorganisaties wordt erop toegezien dat de aangesloten leden hun beroep op de juiste wijze uitoefenen.
Hierbij zijn de volgende punten van belang: 
- een afgeronde beroepsopleiding (inclusief medische kennis);
- bijscholing en intercollegiale toetsing;
- een verzorgde en goed bereikbare praktijkruimte;
- een goede waarnemingsregeling;
- berichtgeving aan de huisarts (indien nodig).

Er nemen zes verenigingen aan deze klachtencommissie deel:
- Nederlandse Vereniging van Klassiek Homeopaten] (NVKH),
- Nederlandse Vereniging Acupunctuur (NVA)
- Vereniging van Natuurgeneeskundig Therapeuten (VNT)
- Maatschappij ter Bevordering van de Orthomoleculaire Geneeskunde (MBOG)
- Nederlandse Werkgroep van Praktizijns in de Natuurlijke Geneeskunst (NWP)
- Zhong, Nederlandse Vereniging voor Traditionele Chinese Geneeskunde, (NVTCG, Zhong)